# 真夏の条件
「真夏の条件」（まなつのじょうけん）は、Base Ball Bearの5枚目のシングル。

## 解説
- 前作「ドラマチック」から約2ヶ月ぶりのリリースとなる2007年第3弾シングル。
- Base Ball Bearの作品をリリースしている東芝EMIは、この作品のリリースの前月である2007年6月末に社名を『株式会社EMIミュージック・ジャパン』へと名称変更をしているため、CDなどの表記も今作よりEMIミュージック・ジャパンへと変更されている。

## 収録曲
- 全作詞・作曲：小出祐介、全編曲：Base Ball Bear・玉井健二

1. 真夏の条件
  - PV監督は竹内鉄郎。
  - 『HIGH COLOR TIMES』時代に作られており、当時は湯浅がボーカルをとる予定だった。
  - 2ndアルバム『十七歳』、ベストアルバム『バンドBのベスト』・『増補改訂完全版「バンドBのベスト」』収録
2. 極彩色イマジネイション（新しいイマジネイション ver.）
  - インディーズ時代のアルバム『HIGH COLOR TIMES』に収録された楽曲の別バージョン。